# جوي لانس ميكلز
جوي لانس ميكلز (1994 ألمانيا) هو لاعب كرة قدم ألماني يلعب في مركز الجناح لعب سابقاً في نادي الفيصلي السعودي.

## روابط خارجية
جوي لانس ميكلز على موقع قاعدة بيانات كرة القدم.إي يو (الإنجليزية)
- جوي لانس ميكلز على موقع عالم كرة القدم.نت (الإنجليزية)